# 北藤岡駅
北藤岡駅（きたふじおかえき）は、群馬県藤岡市立石（）にある、東日本旅客鉄道（JR東日本）八高線の駅である。

## 歴史
- 1931年（昭和6年）7月1日：鉄道省八高北線（現・八高線）倉賀野 - 児玉間開業時に、高崎線との分岐点に小野信号場が新設[1]。
- 1961年（昭和36年）2月21日：国鉄の駅として開設[1][2]。旅客営業のみ。小野信号場を併合[3]。建設費141万円は地元が全額負担[4]。
- 1987年（昭和62年）4月1日：国鉄分割民営化に伴い、JR東日本の駅となる[5]。
- 2002年（平成14年）2月8日：ICカードSuica供用開始[6][7]。

## 駅構造
単式ホーム1面1線を有する地上駅。
簡単な待合室があるだけの駅で、駅舎は無い。高崎統括センター（高崎駅）管理の無人駅。簡易Suica改札機が設置されている。2019年7月に簡易自動券売機が乗車駅証明書発行機に交換され、当駅での乗車券購入が不可能となった。無人駅のためいたずらが多く、監視カメラが設置されるようになった。
高崎線との合流地点にあるが、高崎線側にはホームは無く、八高線側のみ設置されている。八高線の線路（単線）は、ホームの先で、すぐに高崎線下り線に合流する。その先には高崎線上り線から下り線への渡り線がある。以前は待避線を兼ねていて、また電化されていたが、2022年冬頃に撤去されていた模様。
元々ここには、高崎線と八高線を分ける施設上の分岐点である小野信号場が設置されていた。小野信号場は当初は高崎線所属で、1952年以前のいずれかの時期に八高線所属に変更され、1961年八高線に当駅が開設されると同時に、駅構内に編入された。
高崎線側に客扱い設備は無いものの、信号扱いがあるため、高崎線列車の乗務員用運転時刻表にも括弧書きで当駅が記載されている。新町駅からの距離は、2.5 kmである。但し高崎線の駅とは扱われないため、当駅 - 倉賀野駅間は八高線の地方交通線運賃が適用される他、八高線当駅以南と高崎線新町駅以南を乗継ぐ場合でも、運賃計算上は倉賀野駅経由扱いとなり、7.2 km分折返し乗車することとなる。
定期ダイヤでは当駅折返し設定は無いが、2019年の令和元年東日本台風に伴う一部区間不通の際には、高崎駅 - 当駅間で折返し運転を行っていた。

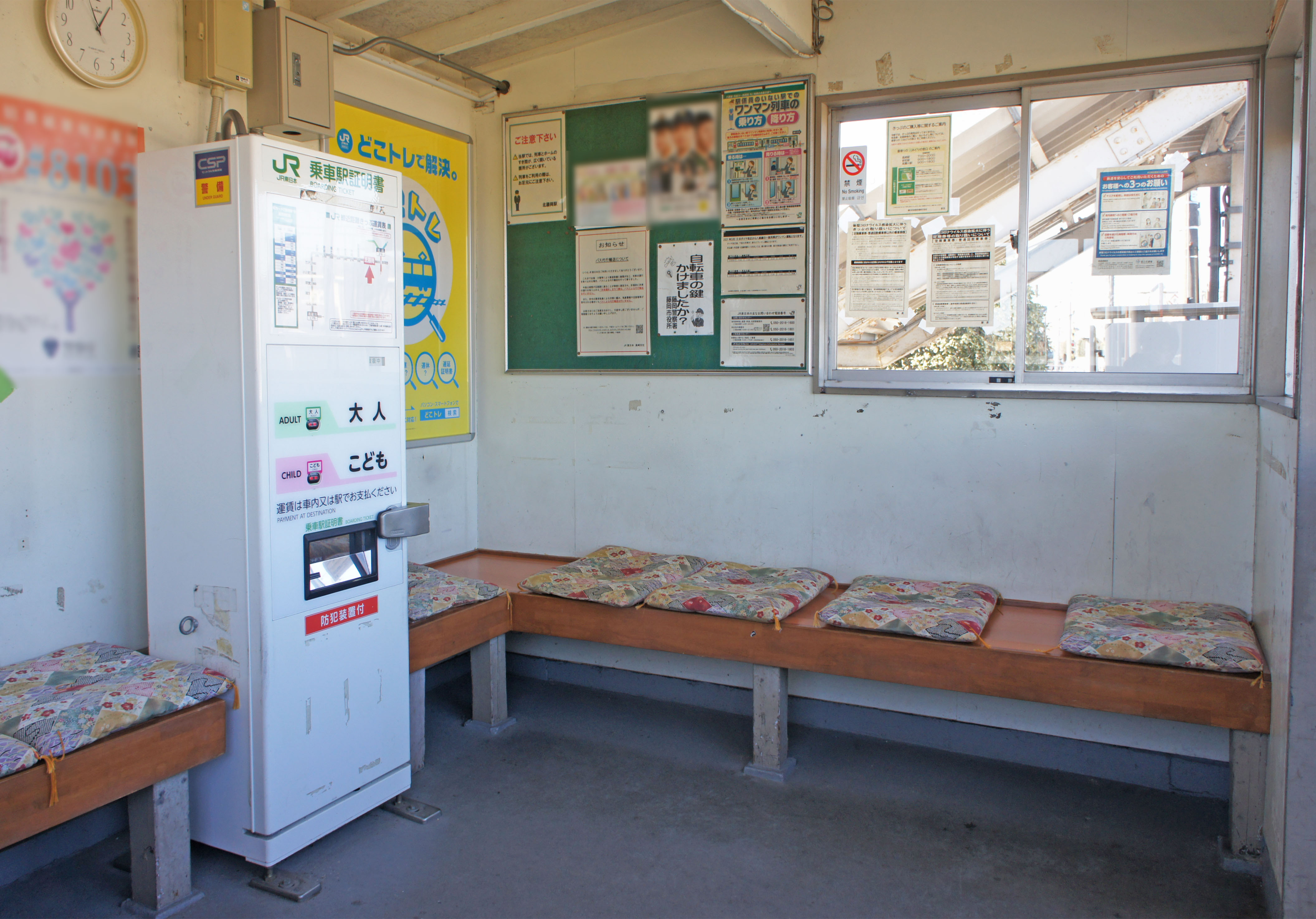
待合室（2022年1月）
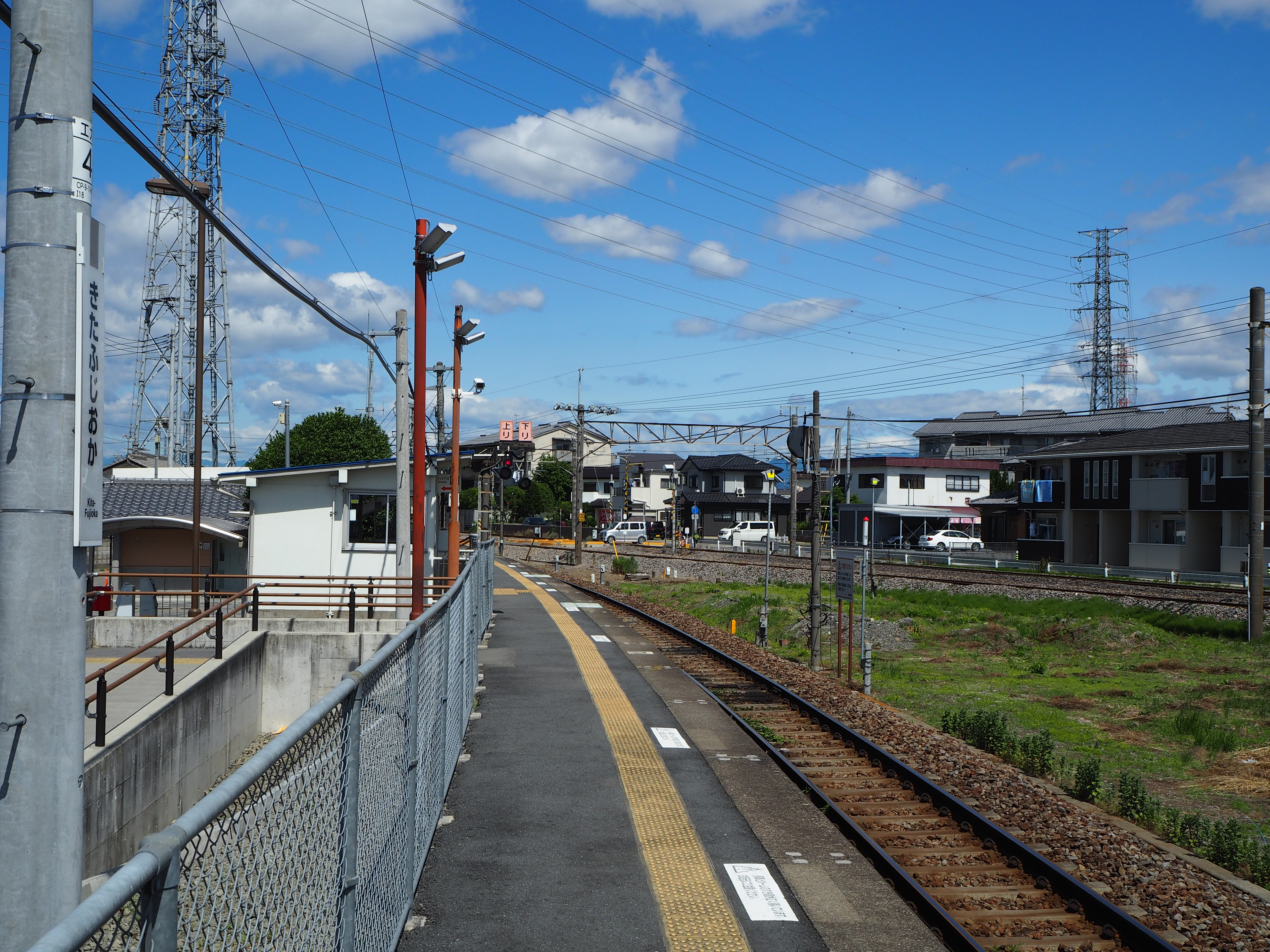
ホーム（2017年6月） 写真右端に高崎線の線路が見える。

## 利用状況
「群馬県統計年鑑」によると、2000年度（平成12年度） - 2013年度（平成25年度）の1日平均乗車人員の推移は以下の通り。なお、2014年度（平成26年度）以降の統計は非公表。
| 乗車人員推移       | 乗車人員推移     | 乗車人員推移    |
| 年度               | 1日平均 乗車人員 | 出典            |
| ------------------ | ---------------- | --------------- |
| 2000年（平成12年） | 228              | [ 利用客数 1 ]  |
| 2001年（平成13年） | 209              | [ 利用客数 2 ]  |
| 2002年（平成14年） | 208              | [ 利用客数 3 ]  |
| 2003年（平成15年） | 232              | [ 利用客数 4 ]  |
| 2004年（平成16年） | 271              | [ 利用客数 5 ]  |
| 2005年（平成17年） | 290              | [ 利用客数 6 ]  |
| 2006年（平成18年） | 312              | [ 利用客数 7 ]  |
| 2007年（平成19年） | 324              | [ 利用客数 8 ]  |
| 2008年（平成20年） | 323              | [ 利用客数 9 ]  |
| 2009年（平成21年） | 333              | [ 利用客数 10 ] |
| 2010年（平成22年） | 323              | [ 利用客数 11 ] |
| 2011年（平成23年） | 315              | [ 利用客数 12 ] |
| 2012年（平成24年） | 332              | [ 利用客数 13 ] |
| 2013年（平成25年） | 343              | [ 利用客数 14 ] |

## 駅周辺
駅周辺は閑散としている。藤岡市北部の住宅地にあり、無人駅にしては比較的利用客が多い。2006年8月に、以前は吹きさらしだった自転車置き場が整備され、屋根が設置された。さらに周辺は再開発され、ロータリーがある。
- 藤岡森郵便局
- JA多野藤岡小野支店
- チノー株式会社事業部
- マックス藤岡工場
- ぐんまみらい信用組合 藤岡研修センター
- コープデリ藤岡センター
- ワークマン藤岡立石店
- 横浜家系ラーメン翔屋 藤岡店
- 上州濃厚激辛うどん麺蔵
- 柏光レンタカー
- 山田うどん新町店
- 藤岡市めぐるん「北藤岡駅」停留所

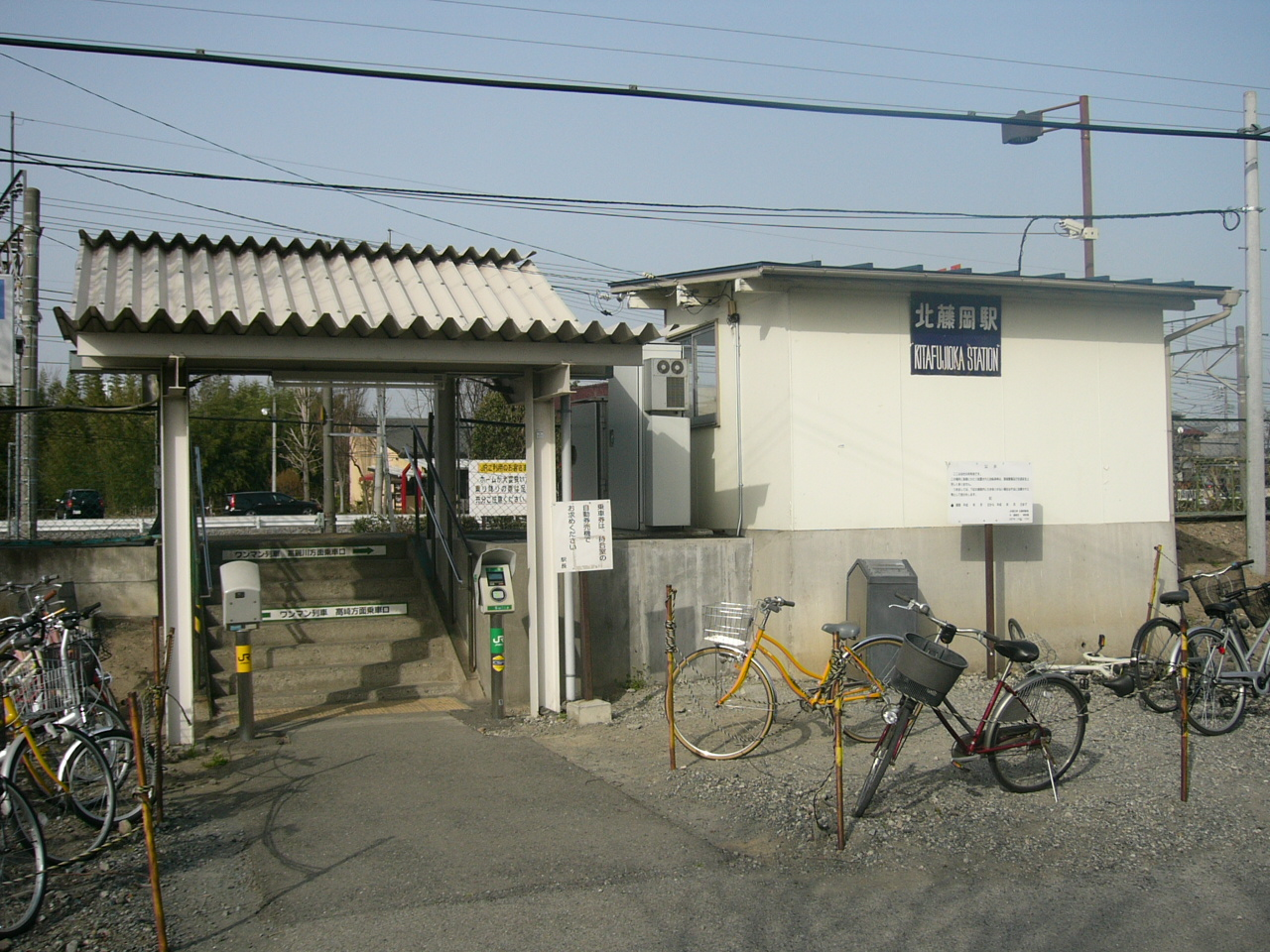
整備・再開発前の駅入口（2006年4月）
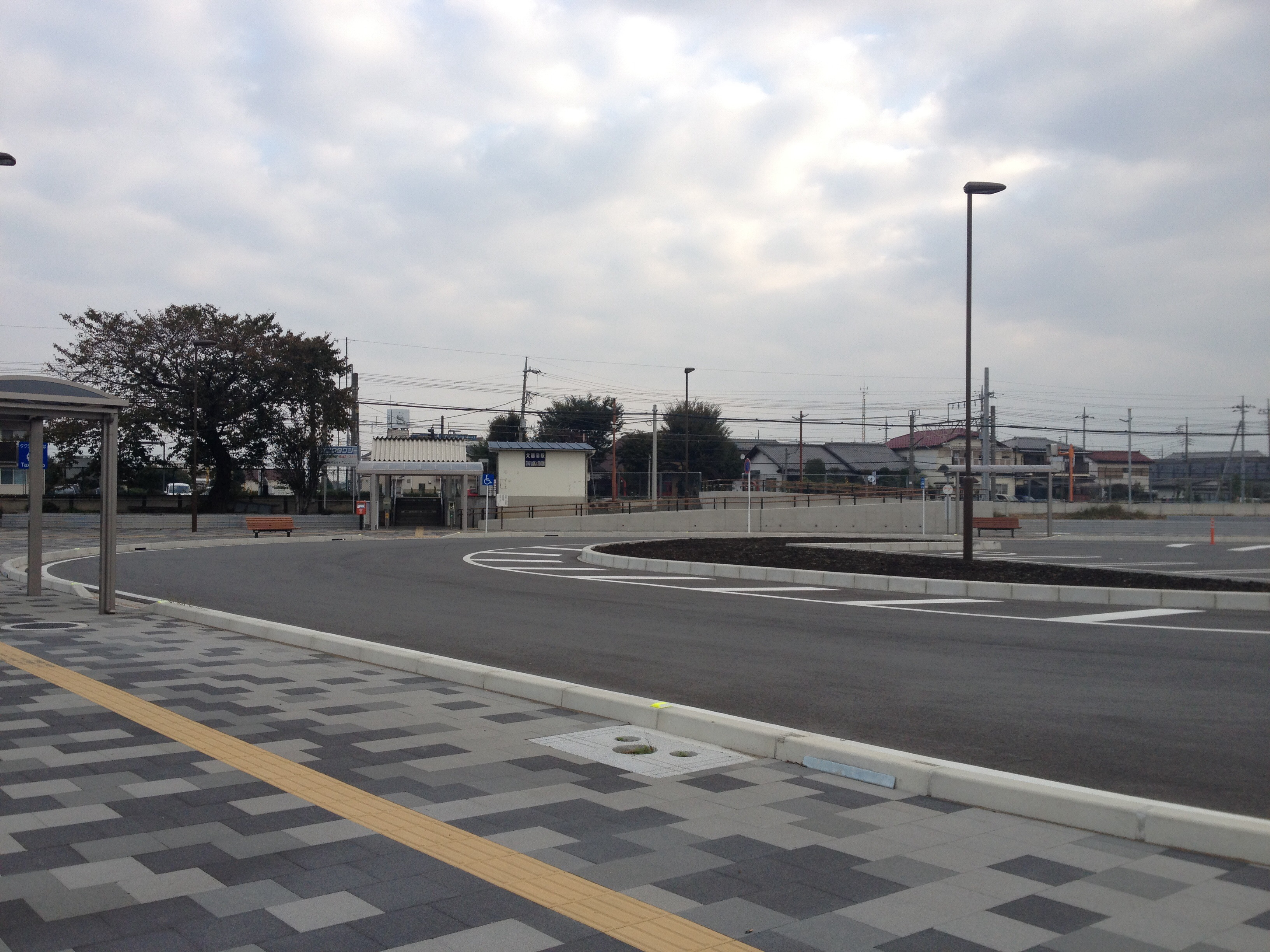
駅前広場（2013年11月）

## 高崎線新駅設置構想
地元では、高崎線側にも北藤岡駅ホームを設置し、高崎線列車の停車・乗降を可能とすることが長年要望されている。しかし、採算面と藤岡市の財政難のため実現の見込みは立っていない。藤岡市は1973年（昭和48年）に「高崎線北藤岡駅設置促進期成同盟会」を設置し、群馬県、当時の国鉄、JR東日本に要望を行って来た。しかし、JR側より出された新たな乗降者数3,500人、駅舎建設費用の負担等の諸条件を満たすことが難しく、高崎線北藤岡駅設置促進期成同盟会も2006年（平成18年）に解散した。高崎線北藤岡駅設置促進期成同盟会解散後も藤岡市は「新駅設置の諸条件を満たすことは非常に厳しい状況」と言う見解を出している。

## 隣の駅
東日本旅客鉄道（JR東日本）
■八高線
群馬藤岡駅 - 北藤岡駅 - 倉賀野駅
高崎線
新町駅 - （北藤岡駅） - 倉賀野駅

### 記事本文
1. 1 2 3 4 5 6 7 8  『週刊 JR全駅・全車両基地』 46号 甲府駅・奥多摩駅・勝沼ぶどう郷駅ほか79駅、朝日新聞出版〈週刊朝日百科〉、2013年7月7日、27頁。
2. ↑  「日本国有鉄道公示第49号」『官報』1961年2月18日。
3. ↑  「通報 ●八高線北藤岡駅の設置について（営業局）」『鉄道公報』日本国有鉄道総裁室文書課、1961年2月18日、2面。
4. ↑  「北藤岡駅開業」『交通新聞』交通協力会、1961年2月21日、1面。
5. ↑  石野哲 編『停車場変遷大事典 国鉄・JR編 II』（初版）JTB、1998年10月1日、201頁。ISBN 978-4-533-02980-6。
6. ↑  「鉄道記録帳2002年2月」『RAIL FAN』第49巻第5号、鉄道友の会、2002年5月1日、24頁。
7. ↑  「JR年表」『JR気動車客車編成表 '02年版』ジェー・アール・アール、2002年7月1日、187頁。ISBN 4-88283-123-6。
8. ↑  https://www.haisenryakuzu.net/column/kitafujioka/
9. ↑  平成12年第4回藤岡市議会定例会議事日程第2号一般質問初日 (3) (PDF) 、藤岡市ホームページ。
10. 1 2 3  “北藤岡駅に高崎線停車を・ららん藤岡の駐車場について”.   藤岡市秘書課. 2020年10月22日閲覧。

### 利用状況
1. ↑  “121 JR鉄道一日平均輸送状況（平成12年度）” (Excel). JR鉄道一日平均輸送状況(1)旅客・・・・・・・・・・・[2001年度以前].   群馬県. 2019年5月9日時点のオリジナルよりアーカイブ。2019年5月9日閲覧。
2. ↑  “121 JR鉄道一日平均輸送状況（平成13年度）” (Excel). JR鉄道一日平均輸送状況(1)旅客・・・・・・・・・・・[2001年度以前].   群馬県. 2019年5月9日時点のオリジナルよりアーカイブ。2019年5月9日閲覧。
3. ↑  “15-9 JR鉄道一日平均輸送状況（平成14年度）” (Excel). JR鉄道一日平均輸送状況(1)旅客・・・・・・・・・・・[2001年度以前].   群馬県. 2019年5月9日時点のオリジナルよりアーカイブ。2019年5月9日閲覧。
4. ↑  “15-9 JR鉄道一日平均輸送状況（平成15年度）” (Excel). JR鉄道一日平均輸送状況(1)旅客・・・・・・・・・・・[2001年度以前].   群馬県. 2019年5月9日時点のオリジナルよりアーカイブ。2019年5月9日閲覧。
5. ↑  “15-8 JR鉄道一日平均輸送状況（平成16年度）” (Excel). JR鉄道一日平均輸送状況(1)旅客、(2)貨物・・[2002年度以降].   群馬県. 2019年5月9日時点のオリジナルよりアーカイブ。2019年5月9日閲覧。
6. ↑  “15-8 JR鉄道一日平均輸送状況（平成17年度）” (Excel). JR鉄道一日平均輸送状況(1)旅客、(2)貨物・・[2002年度以降].   群馬県. 2019年5月9日時点のオリジナルよりアーカイブ。2019年5月9日閲覧。
7. ↑  “15-8 JR鉄道一日平均輸送状況（平成18年度）” (Excel). JR鉄道一日平均輸送状況(1)旅客、(2)貨物・・[2002年度以降].   群馬県. 2019年5月9日時点のオリジナルよりアーカイブ。2019年5月9日閲覧。
8. ↑  “15-8 JR鉄道一日平均輸送状況（平成19年度）” (Excel). 第55回群馬県統計年鑑（平成21年刊行）.   群馬県. 2019年5月9日時点のオリジナルよりアーカイブ。2019年5月9日閲覧。
9. ↑  “15-8 JR鉄道一日平均輸送状況（平成20年度）” (Excel). 第56回群馬県統計年鑑（平成22年刊行）.   群馬県. 2019年5月9日時点のオリジナルよりアーカイブ。2019年5月9日閲覧。
10. ↑  “15-8 JR鉄道一日平均輸送状況（平成21年度）” (Excel). 第57回群馬県統計年鑑（平成23年刊行）.   群馬県. 2019年5月9日時点のオリジナルよりアーカイブ。2019年5月9日閲覧。
11. ↑  “15-8 JR鉄道一日平均輸送状況（平成22年度）” (Excel). 第58回群馬県統計年鑑（平成24年刊行）.   群馬県. 2019年5月9日時点のオリジナルよりアーカイブ。2019年5月9日閲覧。
12. ↑  “15-8 JR鉄道一日平均輸送状況（平成23年度）” (Excel). 第59回群馬県統計年鑑（平成25年刊行）.   群馬県. 2019年5月9日時点のオリジナルよりアーカイブ。2019年5月9日閲覧。
13. ↑  “15-8 JR鉄道一日平均輸送状況（平成24年度）” (Excel). 第60回群馬県統計年鑑（平成26年刊行）.   群馬県. 2019年5月9日時点のオリジナルよりアーカイブ。2019年5月9日閲覧。
14. ↑  “15-8 JR鉄道一日平均輸送状況（平成25年度）” (Excel). 第61回群馬県統計年鑑（平成27年刊行）.   群馬県. 2019年5月9日時点のオリジナルよりアーカイブ。2019年5月9日閲覧。